# Cerro Caraigres
El  cerro Dragón en la fila de Bustamante, es un macizo montañoso localizado en Costa Rica

## Ubicación
Se encuentra entre los cantones de Acosta, Aserrí, y León Cortés Castro, en la provincia de San José. 
En sus laderas, se encuentran varios pueblos de Acosta y Aserrí como Gravilias, La Mesa, Ceiba Este, la Legua de los Naranjo y la Legua de los Camacho.

## Geología
Corresponde a una de las estribaciones de la Cordillera de Talamanca. Posee una elevación de 2.506 m s. n. m. Geológicamente, es una mole de rocas sedimentarias y volcanoplásticas plegadas, que forman una serranía de fuerte pendiente que alcanza hasta 50.o, y cuya forma, desde la lejanía, recuerda a una mujer dormida, si se le ve desde la zona del Pacífico, o un dragón, si se le observa desde el Valle Central. 

## Turismo
Desde su cima, es posible observar, en un día despejado, la costa del Océano Pacífico y el Cerro de la Muerte. 

## Conservación
Los cerros que conforman la fila Bustamante, se encuentran protegidos por esa zona protectora.